# پل مگلوایر
پل مگلوایر (انگلیسی: Paul Magloire; زاده ۱۹ ژوئیهٔ ۱۹۰۷ – درگذشته ۱۲ ژوئیهٔ ۲۰۰۱) سیاست‌مدار اهل هائیتی بود. وی از ۶ دسامبر ۱۹۵۰ تا ۱۲ دسامبر ۱۹۵۶ رئیس‌جمهور این کشور بود.
پل مگلوایر در ۱۲ ژوئیه ۲۰۰۱، در سن ۹۳ سالگی درگذشت.